# Šarišské Dravce
Šarišské Dravce és un poble i municipi d'Eslovàquia. Es troba a la regió de Prešov, al nord del país,Té una població de 1237 habitants i una superfície de 9920 Km².

## Història
La primera referència escrita de la vila data del 1295.
1. ↑  «Prešovský kraj (Slovakia): Towns and Municipalities in Districts - Population Statistics, Charts and Map». [Consulta: 19 març 2025].

## Demografia
| Godina             | 1994 | 2004   | 2014   | 2024   |
| ------------------ | ---- | ------ | ------ | ------ |
| Nombre de persones | 1210 | 1244   | 1224   | 1245   |
| Diferència         |      | +2,80% | −1,60% | +1,71% |

| Godina             | 2023 | 2024   |
| ------------------ | ---- | ------ |
| Nombre de persones | 1237 | 1245   |
| Diferència         |      | +0,64% |